# 霍金縣 (俄亥俄州)
霍金縣（英語：Hocking County）是位於美國俄亥俄州東南部的一個縣。面積1,097平方公里。根據美國2000年人口普查，共有人口28,241人。縣治洛根（Logan）。
成立於1818年1月3日，縣名來自霍金河，在特拉華語是「瓶子河」的意思。